# Metrosideros gregoryi
Metrosideros gregoryi är en myrtenväxtart som beskrevs av Erling Christophersen. Metrosideros gregoryi ingår i släktet Metrosideros och familjen myrtenväxter.
Artens utbredningsområde är Samoa. Inga underarter finns listade i Catalogue of Life.